# Riksdagen 1771–1772
Riksdagen 1771–1772 ägde rum i Stockholm.
Ständerna sammankallades till den 19 juni 1771. Riksdagen var den sista under frihetstiden, detta då Gustav III den 19 augusti 1772 genomförde sin statskupp. Denna resulterade i 1772 års regeringsform. Den nya regeringsformen ökade kungens makt och gjorde slut på striden mellan hattar och mössor. 
Oredan i penningväsendet ansåg sig riksdagen säkrast kunna få bukt med genom att överlämna åt kungen att efter bankofullmäktiges hörande vidta de åtgärder som skulle kunna återge ett fast värde åt penningen.
För att kraftigare kunna möta den pågående hungersnöden i landet medgav ständerna kungen rätt att i tider av tryckande spannmålsbrist förbjuda husbehovsbränning för kortare tid. Bönderna kunde dock endast genom kungens personliga ingripande förmås att gå med på detta brännvinsförbud.
Riksdagen avslutades den 12 september 1772. I själva riksdagsbeslutet uttalades tacksägelser till kungen, som "genom sitt mannamod frälsat sitt rike på brädden av dess undergång och krossat de bojor, som tryckte fria medborgare".

## Val av talmän och lantmarskalk
I adelsståndet:
- Axel Gabriel Leijonhufvud, 523
- Thure Gustaf Rudbeck, 450
- Fredrik von Rosen, 1

I prästeståndet:
- Anders Forssenius, 34
- Petrus Filenius, 33

I borgarståndet: 
- Carl Fredrik Sebaldt, 72
- Arvid Schauw, 55

I bondeståndet: 
- Josef Hansson, 84
- Lars Torbiörnsson, 61